# Hof van Eede
Hof van Eede is een Vlaams theatercollectief. Het werd in 2011 opgericht door Ans Van den Eede en Louise Van den Eede, dochters van acteur Peter Van den Eede. Sinds 2013 maakt ook Wannes Gyselinck deel uit van het collectief. Hof van Eede brak lanceerde zich in de Vlaamse theaterwereld door in 2012 de prijs voor Jong Theater op Theater Aan Zee te winnen. In 2013 maakten ze hun visie op theater kenbaar aan de wereld door op Het Theaterfestival een State of the Youth uit te spreken. Hof van Eede is een collectief dat sterk uitgaat van tekst. Als collectief schrijven, ensceneren en spelen ze teksten, soms in samenwerkingen met andere makers en auteurs. In 2013 en 2014 ontving Hof van Eede projectsubsidies via het Kunstendecreet van de Vlaamse Gemeenschap.

## Theaterproducties
- Waar het met de wereld naartoe gaat, daar gaan wij naartoe (2011-2012 t.e.m. 2013-2014)
- Dorstig (2012-2013 t.e.m. 2014-2015)
- Het Weiss-Effect (2014-2015 t.e.m. 2016-2017)
- Where the World Is Going, That's Where We Are Going (2014-2015 t.e.m. 2015-2016)
- Paradis (2015-2016)
- Vanish Beach (2016-2017)